# 三井住友銀行カードローン
三井住友銀行カードローン（みついすみともぎんこうカードローン）は2005年4月18日から発行を開始した、三井住友銀行の新型カードローン商品である。

## 概要
2004年6月に三井住友フィナンシャルグループが個人向けローンを強化する目的で、消費者金融大手のプロミス（現・SMBCコンシューマーファイナンス。当時はUFJ銀行系列）と戦略提携・資本参加する事を発表した。また、旧さくら銀行の親密融資先であった消費者金融準大手の三洋信販と2000年に合弁で設立した銀行系消費者金融会社アットローンの三洋信販持株分をプロミスへ譲渡を行う。三井住友銀行はプロミスとの提携により、新型カードローンを開発する事となる。
2005年4月18日に三井住友銀行・プロミスのコンシューマーファイナンスに関する協業体制（カスケードスキーム事業）が開始され、先の3社の審査拠点（三井住友銀行カードローンプラザ・アットローンセンター・プロミスローンセンター）を東京都港区の汐留住友ビル内に設置し、三井住友銀行支店内に3社共通のローン申込機が設置された。
この協業体制は「三井住友銀行カードローン」「アットローン」を同時に申込み、何れも信用保証委託先のプロミスの審査を経て、申込者の職業や年収などの属性に応じて信用度が高ければ貸出金利の低い「三井住友銀行カードローン」を、三井住友銀行の審査基準に満たない場合は銀行系消費者金融のアットローンへと融資会社がスライドするものであり、複数の消費者金融会社を同時申し込みするサービス（ライブドアマーケティング（現 メディアイノベーション）グループのウェッブキャッシング・ドットコム等が有る）と類似している。同時申込は成約率を高める為行われる。なお、当初は2社に加えてプロミスフリーキャッシングも同時に申し込む体制を取っていたが、グレーゾーン金利撤廃にともないアットローンとプロミスの金利が共通になった事から見直されている。
なお、ここでの2社同時申込みは任意であるため、三井住友銀行カードローンのみの申込も可能である。
また「三井住友銀行カードローン」と「アットローン」の申込時には、プロミスの保証審査の他に、申込会社（三井住友銀行またはアットローン）による審査も行われる。
2010年5月を以てアットローンが2011年にプロミスに吸収合併される事の決定に伴い、同社の新規申込が終了。SMBCにおける複数社同時申込の取扱も一旦取り止めた。その後、三井住友銀行カードローンの審査が否決で、プロミスの審査基準での融資が可能と見込まれる場合は、カードローンプラザでの提案・勧誘が行われる形へ改められている。

## 申込方法
三井住友銀行カードローンプラザが運営するACM（ローン契約機）・電話・メールオーダー（申込書郵送）および三井住友銀行のインターネット/モバイルサイト上で申込が出来る。なお、銀行窓口では原則申し込みを受け付けておらず、店内のACMやメールオーダーなどのチャネルへ誘導されるようになっている。ただし、ACM未設置の店舗に限りカードローンプラザへ取り次ぎをする形で融資窓口にて申し込みを受け付けている、
申込後にプロミスと三井住友銀行の審査が完了すると、顧客はカードローン口座のキャッシュカードをローン契約機または郵送で受け取るか、手持ちの返済用普通預金キャッシュカードにカードローン口座を紐付けするかの選択ができる。後者の場合は三井住友銀行のATMで「カードローン」メニューから融資や返済の取引が即時に出来るが、他行ATMではカードローン機能が取り扱えない。

審査完了まで申し込みから最短30分を売りにしている。
給与振込など一定の取引がある普通預金口座キャッシュカードでは、SMBCのATMでの預金引出時に、カードローンの商品説明が表示される場合がある。ATM画面に連絡先電話番号を入力し、カードローンプラザからコールバックを受ける形で申込が行える。
アットローンやプロミスのサラ金カードと三井住友銀行カードローンおよび同行のサービスとは関係がない。但し、いずれも月々口座自動振替による返済が可能である。
具体的な利用法・貸付条件については公式サイトを参照のこと。

## CM
サービス開始当初から木村佳乃が出演。「銀行ならその場で審査/お返事」がキャッチーで、金融グループ傘下の消費者金融会社自身のCMと似通って『銀行』である事を強調している。また提供番組のうちバラエティー系番組では木村佳乃が出演しているCMが放映されている。提供番組については「三井住友銀行#CM・広告」の提供番組項目へ。
2013年10月から2014年10月まで、木村に代わり多部未華子が起用された。2014年11月以降は、同社のCMシリーズ「いくぞ、ミライ」にも出演している吉高由里子をCMに起用している。

## 三井住友銀行と系列ノンバンクの関係
SMFGとプロミスの戦略提携により、SMBC・アットローンは与信や債権回収（所謂取り立て）を保証先のプロミス（現：SMBCコンシューマーファイナンス）側が行うことにより、貸倒リスクの大幅な低減やプロミスフリーキャッシングの三井住友銀行での募集・申込が可能となった。ジャパンネット銀行ローンの保証業務の受託（当初はプロミスが子会社したアットローンが担当）、プロミス傘下の消費者金融「ぷらっと」を旧住友銀行系信販会社クオークとの合弁でクオークローンに社名変更するなど、双方業容の拡大に成功したと見られる。アットローンやポケットカードを傘下に抱えてきた三洋信販（さくら銀行と親密）も、2007年にプロミスの実質子会社となり、2010年10月にプロミスへ合併された。
- 三井住友銀行カードローンの債権回収の受託は、SMBC債権回収ではなく、信用保証委託先であるプロミス子会社のパル債権回収（現：アビリオ債権回収）である。
- クオークローンはプロミスよりも貸倒リスクが高い客層を対象としていたため、改正貸金業法の影響に伴い、2007年に新規貸付を終了させ、プロミスからネオラインキャピタルに貸付債権が売却されている。

ただし、プロミスと当時のUFJ銀行（現・三菱UFJ銀行）などが合弁で設立したモビットの持株をプロミスはSMFG傘下となった現在も保有し続けたり、三井住友カードやさくらカードなどとの提携は表向きにされていない。
- モビットにおいては、地方銀行との提携による「○○銀 モビット」、旧UFJ銀行との「UFJモビット キャッシング」のカードローン商品の保証を担当している。UFJモビット キャッシングは、三菱東京UFJ銀行発足後は第1リテールアカウント支店管轄の「カードローン（即日型）」として既存契約を対象に存続している。
- 三井住友カードやさくらカードやセディナ（現：SMBCファイナンスサービス（旧OMCカード及び旧セントラルファイナンス））においては、自社で融資専用のローンカード事業（SMCCローンカード/さくらJCB fastloan+/セディナカードローン）を展開している。

## 無担保証書貸付
2009年からプロミス保証・カードローンプラザ運営による、三井住友銀行の（新型）教育ローン・マイカーローン・フリーローン（証書貸付）の取扱を開始した。申し込み方法はカードローンと同一で、これらの仮審査後の契約手続は原則として最寄りのACM（ACM未設置支店のみ融資窓口で対応）か、郵送で行う。なお、カードローン以外の融資商品の契約手続きがACMで行えるのは今のところ当行のみである。

## 備考
- 2005年4月15日以前に成約したSMBCおよび旧住友銀行の無担保型カードローンは三井住友カードの保証で、貸付利率・返済方法など商品内容が異なる。
- 申込書の記入事項にプロミス特有の「最終学校卒業年」がある。
- 三井住友銀行カードローンが登場した2005年以降、消費者金融会社やクレジットカード会社・信販会社からも申込者各々の信用度に応じて貸出金利を年5%～18%程度の範囲で決める銀行・信用金庫のカードローン（ローンカード）が続々登場している。但し、貸出金利が最低となるのは300万円超の契約枠を確保した場合に限られる商品が多い。
- メガバンクのカードローンには、他にみずほ銀行がオリエントコーポレーションの保証により提供する「みずほ銀行カードローン」（貸出金利5.0%～14.0%）、三菱UFJ銀行がアコムの保証により提供する「三菱東京UFJ銀行カードローン バンクイック（同5.1%～14.6%）、りそな銀行・埼玉りそな銀行がオリックスクレジットの保証により提供する「りそなプレミアムカードローン」（同4.8%-）ある。